# Inequilibrio Festival
Il Inequilibrio Festival è una manifestazione di teatro che si svolge in Toscana. È promosso da Armunia.

## Storia di Inequilibrio Festival
La prima edizione ebbe luogo nel 2000 sotto il nome di Armunia Festival, sotto la direzione artistica di Massimo Paganelli. Il festival si svolge al Castello Pasquini di Castiglioncello, frazione del Comune di Rosignano Marittimo e presenta un variegato programma di Teatro, Teatro-danza e Danza.
Per l'attività e la proposta artistica del 2009 gli viene attribuito il Premio speciale dal Premio Ubu diretto da Franco Quadri con la motivazione:
Inequilibrio Festival, già Armunia, festival residenziale creato e diretto da Massimo Paganelli a Castiglioncello, per la coerenza tenace e assolutamente originale nella sua ricerca pratica con cui riunisce annualmente compagnie e gruppi non solo toscani per montare e presentare lavori vecchi e nuovi sostenendo l'originalità di una ricerca pratica.